# 전산제표기록회사
전산제표기록회사(Computing-Tabulating-Recording Company; CTR)는 1911년 6월 16일 찰스 R. 플린트가 허먼 홀러리스의 제표기기회사를 비롯한 4개 회사를 합병해 만든 회사이다. 1924년 국제사무기기회사로 개명했다.

## 같이 보기
- 컴퓨터의 역사
- 타임 클럭